# Pirojpur Sadar
Pour le district, voir Pirojpur (district).
Pirojpur Sadar est une upazila du Bangladesh dans le district de Pirojpur. En 2011, on y dénombrait 163 470 habitants.